# Río de Oro
Río de Oro var navnet på en spansk besiddelse på Afrikas vestkyst mellem Kap Bojador og Kap Blanco. Besiddelsens søndre og østre grænser bestemtes ved en konvention med Frankrig år 1900 således, at den sydlige grænse skar midten af Kap Blanco-halvøen, der efter gik østpå langs 21° 20’ n. br., til den mødte 13:e meridian, hvor efter den vendte mod nordvest og derefter mod nordøst, mødende vendekredsen ved 12° v. lgd, og der efter gik lige mod nord. Grænsen mod Marokko i nord var ubestemt, men det nordligste punkt, som Spanien gjorde krav på ved kysten, var Kap Bojador. Grænsen i forhold til franske besiddelser reguleredes 1904 og 1912.

## Areal og indbyggertal
Arealet beregnedes i 1916 til 181.000 km2 og indbyggertallet til højst 130.000 (1916), i 1926 til 285.200 km2 med ca. 50.000 indbyggere. Som værende en del af Sahara var landet næsten uden vand; oaser var få, og den sparsomme befolkning bestod næsten udelukkende af nomadiserende arabere og berber. I modsætning til landets sterilitet var havet ved kysten rigt på fisk, i særdeleshed torsk, som fiskedes af indbyggere på de kanariske øer og af franskmænd.

## Historie
De spanske interesser på Saharas kyst går tilbage til 1200-tallet, men var rettede især mod en midt imod De kanariske øer beliggende nordligere strækning. Til beskyttelse af øboernes fiskeri langs kysten stationeredes spanske orlogsskibe i disse farvande, og små handelspladser anlagdes på kysten. For at beskytte sine interesser tog Spanien 1885 området mellem Kap Bojador og Kap Blanco under sin beskyttelse, territoriet Wadi Draa i år 1900. Udstrækningen af spansk indflydelse indad i landet modarbejdedes af Frankrig, som gjorde krav på protektoratet over Sahara, men konflikten bilagdes ved grænsereguleringen år 1900. Forvaltningen udøvedes af generalkaptajnen på De kanariske øer, og lokalstyrelsen var forlagt til Villa Cisneros på den halvø, som danner vigen Rio de Oro.

## Samhandelen
Udførslen af uld, esparto, gummi, guldsand, elfenben, huder og strudsefjer samt fisk havde i 1911 en værdi af omkring 400.000 pesetas, indførslens værdi beregnedes til 107.400 pesetas.